# Lucca Drummond
Lucca Pelosi Drummond (Rio de Janeiro, 12 gennaio 2004) è un calciatore brasiliano, attaccante dell'Internacional.

## Caratteristiche tecniche
È un centravanti.

## Carriera
Drummond è cresciuto nel settore giovanile del San Paolo, che ha lasciato nel 2024 per unirsi all'Internacional. Ha debuttato in prima squadra il 19 giugno 2024 nell'incontro di Série A vinto 1-0 contro il Corinthians.

## Statistiche

### Presenze e reti nei club
Statistiche aggiornate al 28 luglio 2024.
| Stagione        | Squadra         | Campionato      | Campionato | Campionato | Coppe nazionali | Coppe nazionali | Coppe nazionali | Coppe continentali | Coppe continentali | Coppe continentali | Altre coppe | Altre coppe | Altre coppe | Totale | Totale | Totale |
| Stagione        | Squadra         | Comp            | Pres       | Reti       | Comp            | Pres            | Reti            | Comp               | Pres               | Reti               | Comp        | Pres        | Reti        | Pres   | Reti   |        |
| --------------- | --------------- | --------------- | ---------- | ---------- | --------------- | --------------- | --------------- | ------------------ | ------------------ | ------------------ | ----------- | ----------- | ----------- | ------ | ------ | ------ |
| 2024            | Internacional   | A/RJ+A          | 0+5        | 0          | CB              | 0               | 0               | CS                 | 0                  | 0                  |             | -           | -           | 5      | 0      |        |
| Totale carriera | Totale carriera | Totale carriera | 5          | 0          |                 | 0               | 0               |                    | 0                  | 0                  |             | -           | -           | 5      | 0      |        |